# 中国ゴマ

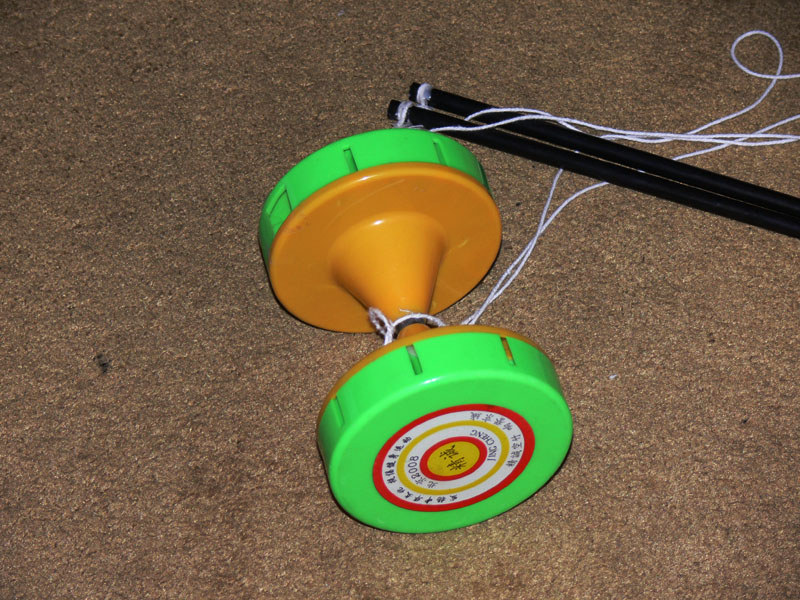
中国ゴマ

中国ゴマ（ちゅうごくゴマ）とは、中国の独楽のことである。
ディアボロによく似た、空中で回すものが知られており、それを指す場合が多い。ここではこの空中ゴマについて記述する。

## 特徴
中国の空中ゴマは、中国語で空竹（コンジュー、kōngzhú）、広東語で扯鈴（チェーレン、chě líng）などと呼ばれる。一見すると日本の鼓のような形をしている。両端には平らな円筒形の胴がある。多くは竹を切って蓋をしたもので、側面には細長い穴が開いている。これは回転したときに、風を切る音が出るようにした仕掛けである。2つの胴は木製の軸でつながれる。軸は砂時計のように中央がくびれており、表面はなめらかにされている。
回すには、細い2本の竹棒の先端を細い紐でつないだものを使う。軸のくびれた部分に紐をくぐらせ、片方の棒を上に上げて独楽を回転させる。反対の竹棒を素早く上げて紐を戻し、再び回転を与え、これを繰り返して回転を上げれば、次第に回転は速くなって独楽は安定し、音が鳴るようになる。

## 回し方と遊び方

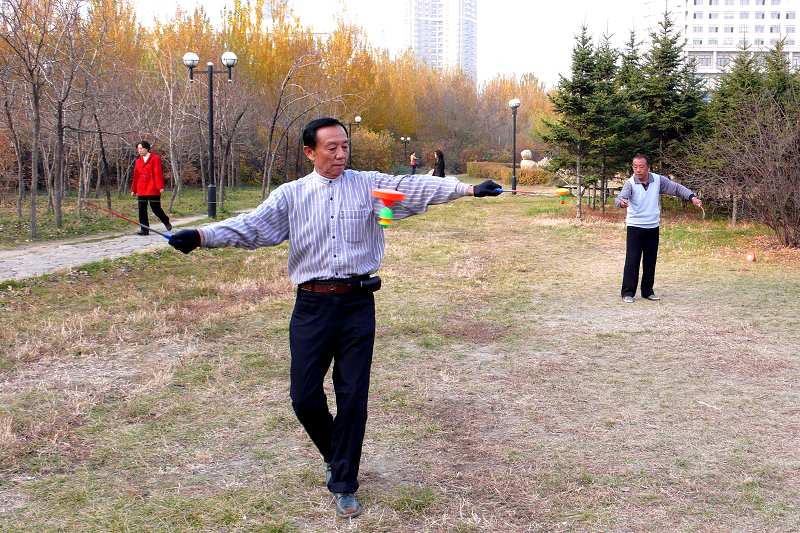
中国ゴマで遊ぶ人

中央の狭くなった部分の下に紐を通し、紐の一方を高く上げれば、独楽は低い方へ移動し、その際、紐との摩擦によって独楽は回転する。次に素早く反対側の紐を引くと、紐と独楽との間はすべって、紐を戻すことができる。そこであらためて、最初の方の紐を引き、独楽の回転を速くしてゆく。回転が速くなれば、独楽は紐の上で安定して回り続けるようになる。
なれると、独楽を用いてさまざまな芸ができるようになる。基本的なのは、以下のようなものである。
綱渡り
紐を水平に張ると、独楽は回転の向きに紐の上を移動する。
投げ上げ
回転している独楽をゆるめた紐の中央に置いて、ぶら下がった状態にしておき、急に紐を左右に引っ張ると、独楽はまっすぐに上に放り投げられる。落ちてきた独楽を紐をゆるめながら受け止める。他人と投げ合ったりもできる。
紐昇り
独楽の軸の周りに紐を一巻きし、紐を上下に引っ張ると、回転の向きに応じて独楽が紐の上を上下に移動する。

## 曲芸として
中国の雑技団の演目として取り上げられる。数人の女性が出て、そろって独楽を投げ上げたり、互いに独楽を投げ合ったりといった芸を見せる。